# 助賁尼師今
助賁尼師今（じょふん にしきん、生年不詳 - 247年）は、新羅の第11代の王（在位:230年 - 247年）であり、姓は昔。父は第9代の伐休尼師今の太子の骨正葛文王、母は金仇道葛文王（後の味鄒尼師今の父）の娘の玉帽夫人。王妃は先代の奈解尼師今の娘の阿尓兮夫人。『三国史記』新羅本紀・助賁尼師今紀の分注には諸賁とも記される。先代の奈解尼師今が230年3月に死去したときに、その遺言に従って王位についた。

## 治世
奈解尼師今の太子でもあった伊飡の昔于老を取り立てて、国防に当たらせた。助賁尼師自身も232年4月に倭人が首都金城に攻め入った時には出陣して倭人を壊滅させ、騎馬隊を派遣して首級1千をあげている。倭人との抗争はこの後も233年5月、7月と続き、昔于老が倭人の兵船を焼き払って撃退した。245年10月には高句麗東川王の侵入を受け、このときも昔于老が出て防戦したが、勝てずに馬頭柵（京畿道抱川市）まで退却したという。
231年7月には甘文国（慶尚北道金泉市）を討伐してその地を新羅領内に郡として組み入れ、236年2月には骨伐国（慶尚北道永川市）の国王が民を連れて投降してきたことを受けて、同じように郡として組み入れた。この際に、元の骨伐国王らには邸宅と田地を下賜して安全を保証した。
在位18年にして247年5月に死去した。埋葬地は伝わらない。